# Fasti consulares

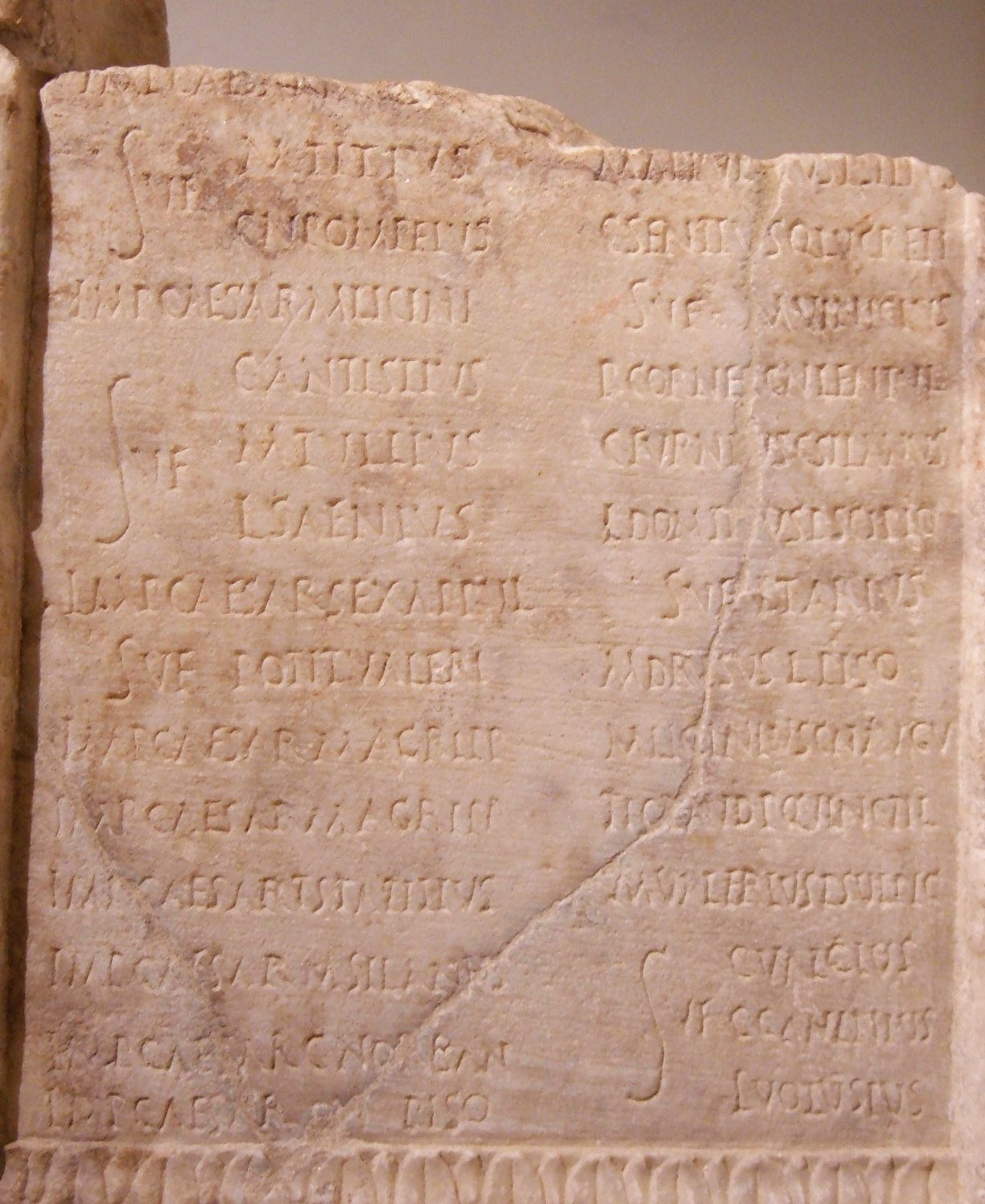
Fragment van de Fasti en Romeinse kalender bewaard in Rome (Museum van de Thermen van Diocletianus).

De fasti consulares  waren in het Romeinse Rijk de lijsten (fasti) met de namen van de consuls, die jaar op jaar benoemd werden, steeds voor de duur van een jaar. De reeks namen gaan terug tot het begin van de Res Publica, geschat rond 509 voor Christus en werden bijgehouden door de Pontifex Maximus.
De pontifi moesten deze geschriften bewaren en aan de senaat voorleggen.
De belangrijkste gegevens over de stad, zoals de namen van de consuls, de oorlogen, de veldslagen, de variatie in de kosten van levensmiddelen en alles wat relevant was voor de stad, in wezen de stadskronieken, werden op de Tabulae dealbatae, de muur van de Regia geplaatst.
- Lijst van Romeinse consuls tijdens de Republiek van 509 tot 27 v.Chr.
- Lijst van Romeinse consuls tijdens het Keizerrijk van 27 v.Chr. tot 642 na Chr.

## Opmerking
1. ↑  CIL 6, 10287.

## Gerelateerde items
- Fasti Capitolini
- Fasti triomfeert
- Zaal van de Capitolijnse Wolf
- Capitolijnse musea
- Capitolijnse Wolf